# VirusTotal
VirusTotal ist ein heute vom Unternehmen Google Inc. betriebener kostenloser Onlinedienst, um einzelne Dateien hochzuladen und online durch über 70 verschiedene Antivirenprogramme und Malwarescanner in derzeit 28 Sprachen analysieren zu lassen, wobei nicht jedes Programm jeden Dateityp scannen kann oder für jede Suchoption zur Verfügung steht.
Zu testende Dateien können, auch per SSL, direkt auf der Website hochgeladen werden. Stand Dezember 2021 lassen sich über die internationale Website von VirusTotal Dateien mit einer Größe von maximal 650 Megabyte zur Überprüfung einreichen.
Der Einsatz der Vielzahl von Antivirenprogrammen erlaubt es dem Benutzer, verlässlichere Ergebnisse als mit nur einem Scanner zu erhalten. Tatsächlich ist es oft der Fall, dass einige der Programme eine Datei als Schadsoftware erkennen, andere aber nicht. Die Ergebnisse zu deuten bleibt letztlich Aufgabe des Nutzers.
VirusTotal wurde von der US-Computerzeitschrift PC World 2007 als eines der 100 besten Produkte ausgezeichnet. Auch von der Fachzeitschrift c’t wird die Seite empfohlen.
Seit dem 7. September 2012 gehört VirusTotal zu Google Inc. Angaben zur Kaufsumme wurden nicht gemacht.
Die hochgeladenen Dateien werden u. U. Dritten zur Verfügung gestellt, z. B. Sicherheitsfirmen mit einem entsprechenden kostenpflichtigen Abonnement.
Im März 2022 warnte das BSI „Beim Upload von verdächtigen Dateien zu Virustotal gibt man die Vertraulichkeit der hochgeladenen Dateien auf und macht diese, aufgrund der Vielzahl und Diversität der VirusTotal-Kunden mit Zugriff auf die hochgeladenen Dateien, de facto öffentlich verfügbar. Man stimmt dieser Datenweitergabe an Dritte mit den Nutzungsbedingungen auch explizit zu.“

## Scanner
| Firma                                         | Produkt                          |
| --------------------------------------------- | -------------------------------- |
| AegisLab                                      |                                  |
| Agnitum                                       |                                  |
| AhnLab                                        | V3                               |
| Antiy Labs                                    | Antiy-AVL                        |
| Avast                                         | Avast Antivirus                  |
| Alibaba Group                                 | Alibaba                          |
| Arcabit                                       | Arcabit                          |
| AVG Technologies                              | AVG                              |
| Avira                                         | Avira Antivirus                  |
| Baidu                                         | Baidu-International              |
| BluePex                                       | AVware                           |
| Bitdefender                                   |                                  |
| Bkav Corporation                              | Bkav                             |
| ByteHero Information Security Technology Team | ByteHero                         |
| Cat Computer Services                         | Quick Heal                       |
| CMC InfoSec                                   | CMC Antivirus                    |
| CYREN (ex Commtouch)                          | Command AV                       |
| ClamAV                                        |                                  |
| Comodo Internet Security                      |                                  |
| Doctor Web, Ltd.                              | Dr. Web                          |
| Emsi Software GmbH                            | Emsisoft                         |
| ESET                                          | ESET NOD32 Antivirus             |
| ESTsoft                                       | ALYac                            |
| Fortinet                                      |                                  |
| CYREN (ex FRISK Software)                     | F-Prot                           |
| F-Secure                                      |                                  |
| G Data CyberDefense                           | G Data Antivirus                 |
| Hacksoft                                      | The Hacker                       |
| Hauri                                         | ViRobot                          |
| Ikarus Security Software                      | Ikarus                           |
| INCA Internet                                 | nProtect                         |
| Jiangmin                                      |                                  |
| K7 Computing                                  | K7AntiVirus, K7GW                |
| Kaspersky Anti-Virus                          |                                  |
| Kingsoft                                      |                                  |
| Lavasoft                                      | Ad-Aware                         |
| Malwarebytes Inc.                             | Malwarebytes                     |
| MAX                                           | Saint Security                   |
| McAfee                                        | VirusScan                        |
| Microsoft                                     | Windows Defender                 |
| Microworld                                    | eScan                            |
| Nano Antivirus                                |                                  |
| Panda Security                                | Panda Platinum                   |
| PC Tools                                      |                                  |
| Qihoo 360                                     |                                  |
| Rising Antivirus                              |                                  |
| Sophos                                        | SAV                              |
| Sunbelt Software                              | Sunbelt antivirus                |
| SUPERAntiSpyware                              |                                  |
| Symantec AntiVirus                            |                                  |
| Tencent                                       |                                  |
| ThreatTrack Security                          | VIPRE Antivirus                  |
| TotalDefense                                  |                                  |
| Trend Micro                                   | TrendMicro, TrendMicro-HouseCall |
| VirusBlokAda                                  | VBA32                            |
| Zillya!                                       | Zillya                           |
| Zoner Software                                | Zoner Antivirus                  |

| Engines                        | Datasets                          |
| ------------------------------ | --------------------------------- |
| ADMINUSLabs                    | ADMINUSLABS                       |
| AegisLab WebGuard              | AegisLab                          |
| Alexa                          | Amazon                            |
| AlienVault                     | AlienVault                        |
| Antiy-AVL                      | Antiy Labs                        |
| AutoShun                       | RiskAnalytics                     |
| Avira Checkurl                 | Avira                             |
| BitDefender                    | BitDefender                       |
| CRDF                           | CRDF FRANCE                       |
| C-SIRT                         | cyscon                            |
| CLEAN MX                       | CLEAN MX                          |
| Comodo Site Inspector          | Comodo Group                      |
| CyberCrime                     | Xylitol                           |
| Dr. Web Link Scanner           | Doctor Web                        |
| Emsisoft                       | Emsi Software GmbH                |
| ESET                           | ESET                              |
| FortiGuard Web Filtering       | Fortinet                          |
| G Data CyberDefense            | G Data CyberDefense               |
| Google Safebrowsing            | Google                            |
| K7AntiVirus                    | K7 Computing                      |
| Kaspersky URL advisor          | Kaspersky                         |
| Malc0de Database               | Malc0de                           |
| Malekal                        | Malekal's MalwareDB               |
| Malwarebytes Inc.              | Malwarebytes                      |
| Malwared                       | Malwared.ru                       |
| Malware Domain Blocklist       | DNS-BH - Malware Domain Blocklist |
| Malware Domain List            | Malware Domain List               |
| MalwarePatrol                  | MalwarePatrol                     |
| Malwares.com                   | Saint Security                    |
| Netcraft                       | Netcraft                          |
| Opera                          | Opera                             |
| Palevo Tracker                 | Abuse.ch                          |
| ParetoLogic URL Clearing House | ParetoLogic                       |
| Phishtank                      | OpenDNS                           |
| Quttera                        | Quttera                           |
| SCUMWARE                       | Scumware.org                      |
| SecureBrain                    | SecureBrain                       |
| Sophos                         | Sophos                            |
| SpyEye Tracker                 | Abuse.ch                          |
| StopBadware                    | StopBadware                       |
| Sucuri SiteCheck               | Sucuri                            |
| ThreatHive                     | The Malwarelab                    |
| Trend Micro Site Safety Center | Trend Micro                       |
| urlQuery                       | urlQuery.net                      |
| VX Vault                       | VX Vault                          |
| Websense ThreatSeeker          | Websense                          |
| Webutation                     | Webutation                        |
| Wepawet                        | iseclab.org                       |
| Yandex Safebrowsing            | Yandex                            |
| ZCloudsec                      | Zcloudsec                         |
| ZDB Zeus                       | ZDB Zeus                          |
| Zeus Tracker                   | Abuse.ch                          |
| Zvelo                          | Zvelo                             |